# Palazzo Salviati alla Lungara

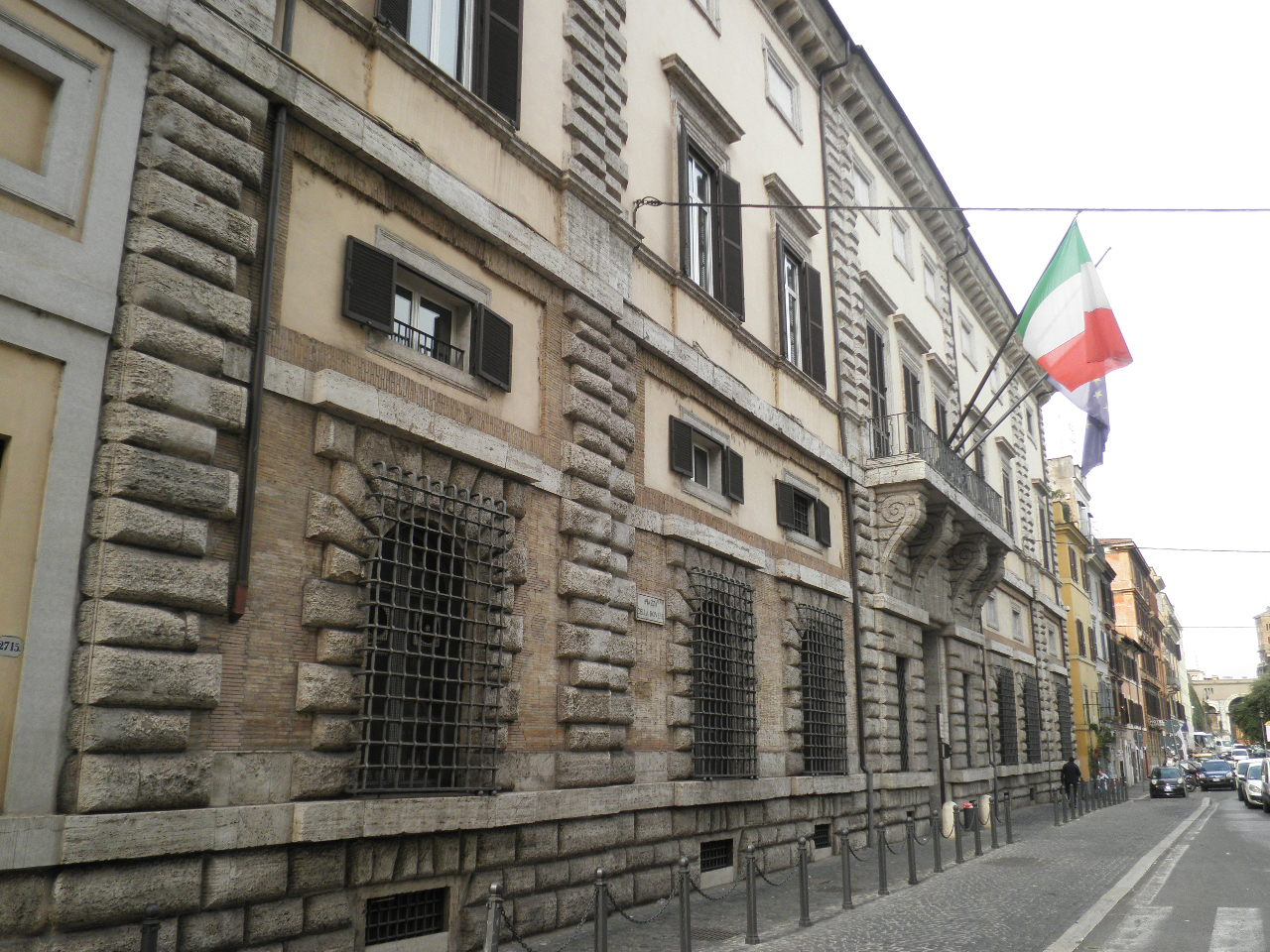
Fachada do palácio na Via della Lungara

Palazzo Salviati alla Lungara, antigo Palazzo Adimari, é um palácio maneirista localizado no número 82 da Via della Lungara, no rione Trastevere de Roma.

## História
Construído na primeira metade do século XVI por Filippo Adimari, camareiro do papa Leão X, num terreno onde ficava um vinhedo de propriedade de Orazio Farnese, o palácio é uma das principais obras dos primeiros anos da carreira de Giulio Romano. Foi provavelmente, por volta de 1520, seu primeiro projeto autônomo depois da morte de seu mestre Rafael.
A longa fachada se apresenta dividida simetricamente por cinco rusticações verticais, com um grande portal principal no centro encimado por uma varanda sustentada por grandes mísulas. No interior, no piso nobre, Romano projetou ainda uma capela no estilo de Donato Bramante.

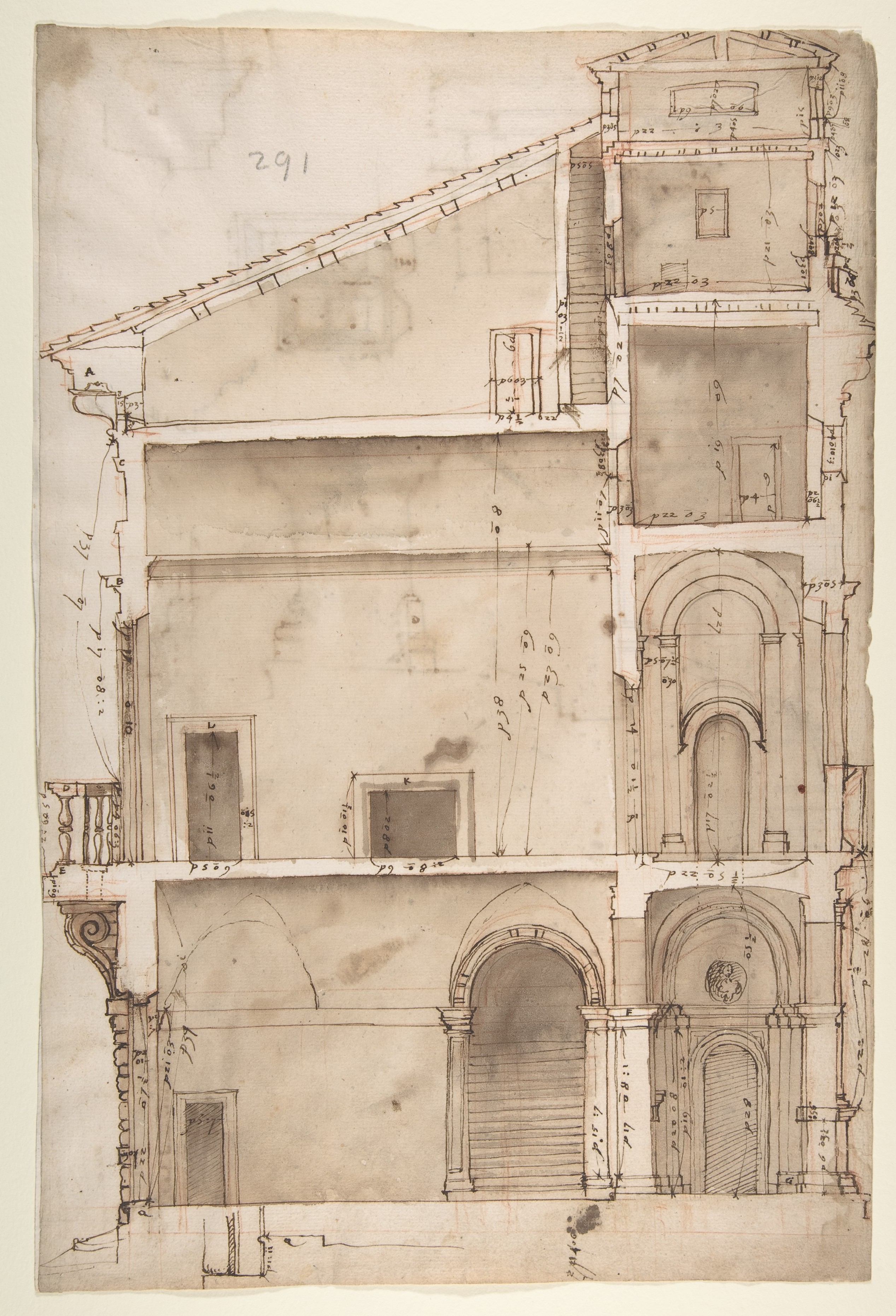
Diagrama do palácio de autor desconhecido em meados do século XVI

O modelo geral do edifício lembra o do Palazzo Pandolfini, de Rafael, em Florença.
Em 1552, o palácio foi vendido ao cardeal Giovanni Salviati, filho de Giacomo Salvati e Lucrezia de' Medici, irmã do papa Leão X, e passou, logo depois, para as mãos do irmão dele, Bernardo Salviati, prior da Ordem de Malta. Em 1559, ele determinou uma reforma sob o comando de Nanni di Baccio Bigio, que completou o ático no formato atual e ampliou a seção posterior. Depois da morte dele, o palácio passou para o cardeal Anton Maria Salviati, lembrado por ter ampliado o Spedale di S. Giacomo in Augusta.
O edifício foi residência ainda de Fulvio Giulio della Corgna, cardeal-sobrinho do papa Júlio III, até sua morte em 1583. Em 1571, morreu no palácio o irmão mais famoso dele, Ascanio della Corgna, recém-chegado de sua vitória na Batalha de Lepanto com a Marinha Otomana.

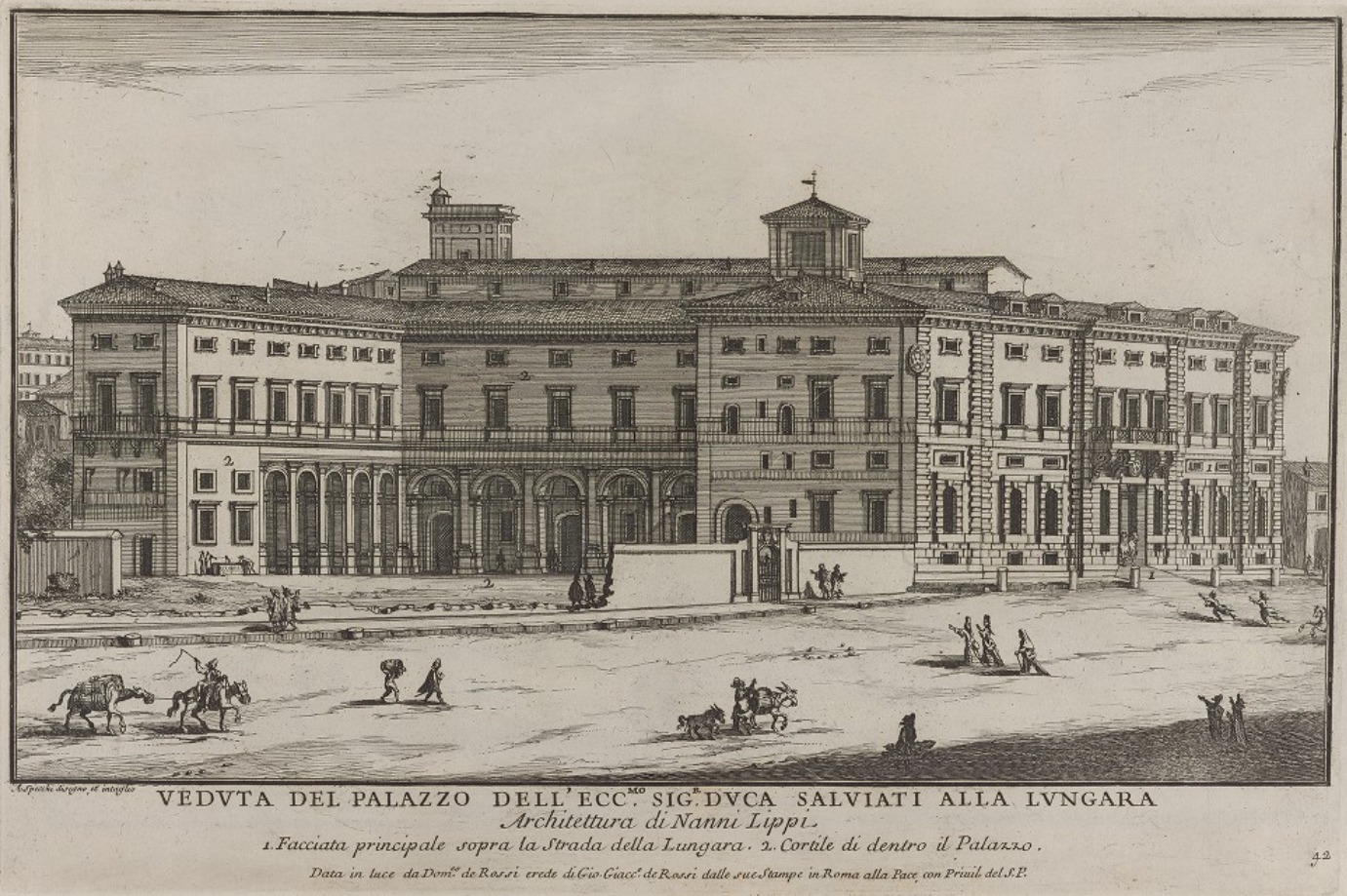
Gravura de Alessandro Specchi (1699) com a vista a partir da Via della Lungara.

Em 1794, depois da morte do cardeal Gregorio Salviati, último descendente homem da família, o edifício passou, depois de muitas dificuldades, para a família Borghese logo após o casamento de Marcantonio IV Borghese com Ana Maria Salviati, sobrinha do cardeal. Depois de outras mudanças na propriedade (famílias Paccanari e Lavaggi), o edifício foi adquirido em 1840 pelo Estado Pontifício para sediar um arquivo urbano e um jardim botânico.
Com a expropriação das posses papais pelo estado italiano em 1870, depois da captura de Roma, o edifício passou a abrigar o tribunal militar e o Colégio Militar. Em 1933, uma nova ala foi acrescentada fechando o pátio interno.
Durante a Segunda Guerra Mundial, no período da invasão nazista, foram presos no Colégio Militar por alguns dias (entre 16 e 18 de outubro de 1943) os milhares de judeus capturados na dissolução do Gueto de Roma antes de serem deportados para os campos de extermínio. Atualmente o palácio pertence à Arma dei Carabinieri, um braço das Forças Armadas da Itália encarregado de policiamento ostensivo. Desde 1971, o palácio sedia o Istituto alti studi della difesa e abriga uma importante biblioteca especializada em assuntos militares.
O pátio interno é circundado, no piso térreo, por lógias abertas em pórticos com pilastras decoradas (quando o palácio era sede do Colégio Militar) por Annibale Bagnoli com cenas de batalhas da época do Risorgimento e armas do exército; em ocasiões especiais, ocorrem ali concertos da banda dos Carbinieri.

### Ponte del Soldino
A pequena igreja de Santi Leonardo e Romualdo ficava em frente ao Palazzo Salviati e foi renovada por Ludovico Gregorini no começo do século XVIII. Em 1863, ela foi demolida para dar espaço para a construção de um pilar de ferro da cabeceira trasteverina da ponte conhecida como Ponte dei Fiorentini, uma ponte de estrutura de ferro construída em 1863 perto da igreja de San Giovanni dei Fiorentini para prover uma ligação entre o novo bairro em construção no Prati di Castello e o centro histórico de Roma. A passagem pela ponte, construída por uma empresa privada francesa, era cobrada num local perto do Palazzo Salviatti. O valor do pedágio era de 20 centesimi (1 soldo), o que valeu à ponte o apelido de Ponte del Soldino. Ela foi demolida em 1941 e substituída no ano seguinte pela Ponte Principe Amedeo, localizada cem metros mais adiante.

### Antigo Jardim Botânico

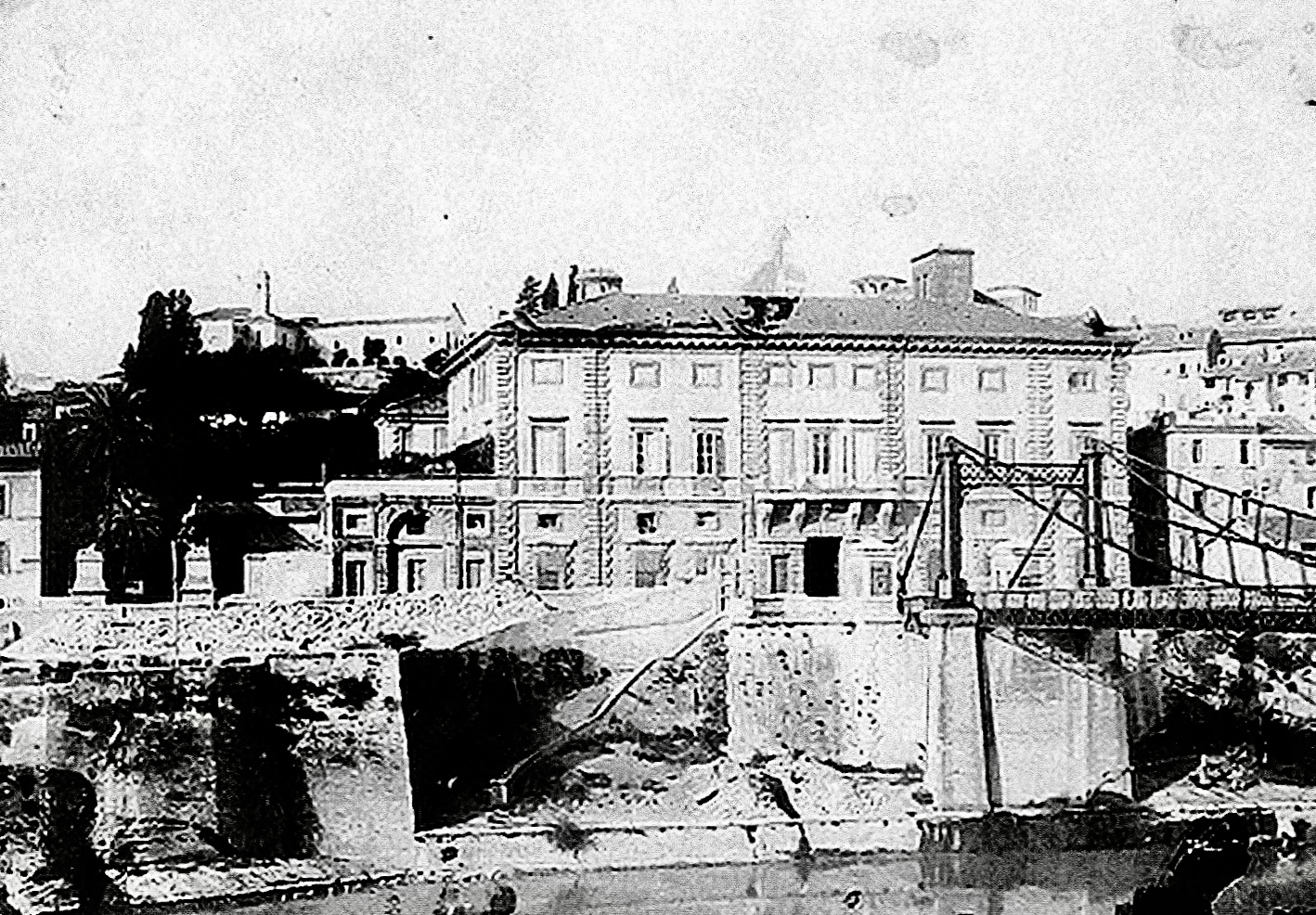
Vista do palácio por volta de 1890. À direita, a antiga Ponte dei Fiorentini, demolida em 1941

Em 1820, os jardins do Palazzo Salviati foram escolhidos como local ideal para a implantação do primeiro jardim botânico de Roma. O papa Gregório XVI, em 1833, abriu um acesso direto para eles na Via della Lungara e o decorou com cópias de antigos leões egípcios e com a inscrição "GREGORIUS XVI P.M. A MDCCCXXXVII BOTANICAE PROVEHENDAE". O "Guia de Roma" de Donovan (1843) conta que da Páscoa até as festas de São Pedro e São Paulo (29 de junho), vinte aulas públicas e gratuitas eram proferidas pelo professor de botânica da Universidade de Roma - "La Sapienza" no local. Em 1883, o jardim botânico se mudou para os jardis da Villa Corsini, muito maiores.